# 大阪体育大学浪商中学校・高等学校
大阪体育大学浪商中学校・高等学校（おおさかたいいくだいがくなみしょうちゅうがっこう・こうとうがっこう、英: Osaka University of Health and Sport Sciences Namisho Junior and Senior High School）は、大阪府泉南郡熊取町にある、中高一貫教育を提供する私立の中学校・高等学校（併設型中高一貫校）。

## 概要
運営は学校法人浪商学園。略称は、大体大浪商（だいたいだいなみしょう）。中学校の旧校名は、浪商中学校、大阪体育大学附属中学校であり、高等学校の旧校名は浪華商業高等学校、浪商高等学校である。
大阪体育大学と同じ敷地に立地する。
中学校は2001年よりコース制を導入している（その後、2014年にコースの改組が行われている）。高等学校は1948年に商業科単科からはじまり、普通科（1959年）、体育科（1966年）を設置しているが、1987年に普通科に一本化している。その後、2001年に特進・普通・体育の3コース制をとるようになり、その後に数回の改組を行い現在は5コースを設置している。かつての体育科は普通科の進学スポーツコースとアスリートコースにカリキュラムの一部が引き継がれてるが、創立以来の伝統を持つ商業教育は商業科の廃止に伴って行われていない。

## 設置学科・コース
- 普通科
  - 進学アドバンスコース
  - 進学グローバルコース
  - 探究キャリアコース
  - 進学スポーツコース
  - 探究スポーツコース

## 沿革
- 1921年 - 大阪府大阪市天王寺区に浪華商業実修学校創立
- 1923年 - 大阪市南区（現在の中央区）に移転。
- 1924年 - 浪華商業学校（第1次）に校名変更。
- 1926年 - 大阪市東淀川区に移転。
- 1943年 - 戦時臨時措置に伴い工業学校に転換、淡路工業学校に改称。
- 1942年 - 財団法人浪華商業学校設立認可。
- 1946年 - 浪華商業学校（第2次）に校名復帰。
- 1947年 - 浪商中学校設立。
- 1948年 - 浪華商業高等学校設立、商業科が置かれる。
- 1949年 - 浪商附属幼稚園設立。
- 1959年 - 学校法人浪商学園、浪商高等学校と校名変更、普通科を設置。
- 1963年 - 大阪市東淀川区から茨木市に移転。
- 1965年 - 大阪体育大学開学。
- 1966年 - 浪商高等学校に体育科を設置。
- 1969年  - 浪商中学校を大阪体育大学附属中学校と改称。
- 1983年 - 浪商高等学校高槻学舎開設。
- 1985年
  - 浪商高等学校高槻学舎を大阪青凌高等学校と改称。
  - 大阪青凌中学校設立。
- 1987年
  - 浪商高等学校・大阪体育大学附属中学校を泉南郡熊取町に移転。
  - 浪商高等学校の商業科と体育科の募集を停止し、普通科のみとなる。
- 1989年 - 泉南郡熊取町に移転完了、大阪体育大学浪商高等学校・大阪体育大学浪商中学校と改称。
- 2009年 - 大阪体育大学浪商高等学校（特進コース・標準コース・体育コース）を再編し、進学特別コース、進学総合コース、アスリートコースを設置。
- 2012年 - 大阪体育大学浪商高等学校を再編し、I類（国公立コース）、II類（有名私立コース）、進学総合コース、進学スポーツコース、アスリートコースを設置。
- 2014年 - 大阪体育大学附属中学校を大阪体育大学浪商中学校へ改称。
- 2021年 - 大阪体育大学浪商高等学校が進学アドバンスコース、進学グローバルコース、探究キャリアコース、進学スポーツコース、探究スポーツコースを設置。

## 部活動

### 運動クラブ
- 男子硬式野球部 - 1924年創部[1]。春夏あわせて32回（春19回・夏13回）甲子園に出場している。春は1937年の第14回大会と1955年の第27回大会、夏は1946年の第28回大会と1961年の第43回大会で全国優勝しており、春夏とも最初に全国優勝した大阪の学校である。このほか、国民スポーツ大会高等学校野球競技では1946年の第1回大会と1979年の第34回大会で優勝している。
- 水泳部
- ハンドボール部
- 陸上競技部
- 女子バスケットボール部
- サッカー部
- 体操部
- 女子硬式野球部
- 男子バレーボール部
- 女子バレーボール部
- 男子バスケットボール部
- 男子硬式テニス部
- 女子硬式テニス部
- レスリング部
- 女子サッカー部

### 文化クラブ
- アニメ同好会
- 吹奏楽部
- 美術部
- 放送部
- 軽音楽部

## 高校関係者

### 出身者

#### プロ野球
記述がない場合は元選手。
- 納家米吉
- 北浦三男
- 松広金一
- 村松長太郎
- 坂元義一
- 木村孝平
- 伊藤健一
- 今西錬太郎
- 仁木安
- 三木久一
- 米川泰夫
- 阪田正芳
- 島田雄三
- 片岡宏雄
- 坂崎一彦
- 広島衛
- 山本八郎
- 勝浦将元
- 樋口正蔵
- 張本勲
- 岡本凱孝
- 尾崎行雄（中退）
- 大熊忠義
- 住友平
- 大塚弥寿男
- 高田繁
- 辻哲也
- 大原和男
- 宮崎弘教
- 牛島和彦
- 香川伸行
- 山本昭良
- 山脇光治
- 橋本太郎
- 妹尾軒作
- 立花龍司
- 福川将和
- 高宮和也
- 村田透（現役）
- 宮川将

#### アマチュア野球
- 平古場昭二（戦後すぐの元慶大野球部投手）
- 萩武（元関大野球部、元大連実業団野手）
- 大須賀康浩（高校野球指導者）

#### ボクシング
- 渡辺二郎（高校時代は水泳部）
- 牧昭男
- 森岡栄治
- 高見公明

#### その他スポーツ
- 前の山太郎（元大相撲力士、最高位:大関、8代高田川→17代千田川、中退。在学中は野球部に所属、尾崎行雄と同級生）
- 大善尊太（元大相撲力士、最高位：小結、9代冨士ヶ根、中退。在学中は野球部に所属）
- 石森宏一（元レスリング選手）
- 植垣貴志（元ハンドボール選手）
- 植垣健人（ハンドボール選手）
- 山口洋司（元陸上競技選手）

#### 文化・芸能
- 北原謙二（歌手、俳優）
- 西条凡児（漫談家）
- 山本集（画家）
- 3代目桂春団治（落語家）
- 月亭八方（落語家）
- 黒田俊介（歌手、コブクロメンバー）
- 中川貴志（お笑いタレント、ランディーズメンバー）
- ポップコーン正一・正二（漫才師）

#### その他
- 近藤典子（アメニティーアドバイザー）
- 中井啓一（政治家）

## アクセス
- 南海ウイングバス「浪商学園前」停留所
- 和歌山バス那賀「大阪体育大学口」停留所 徒歩約5分